# Judas (Pagnol)
Pour les articles homonymes, voir Judas (homonymie).
Judas est une pièce de théâtre en cinq actes de Marcel Pagnol créée le 6 octobre 1955, au théâtre de Paris avec :
- Robert Allan
- Roland Bailly
- Jean Borodine
- Claude Brasseur
- Daniel Bremont
- Jenny Cardy
- Tony Charley
- Jean Chevrier
- Maurice Cimber
- Léonce Corne
- Jacques Dannoville
- Raoul Dany
- Marcel Daxely
- France Delahalle
- Julien Delli Fiori
- Gérald Denizot
- Raoul Derblay
- Roland Fersen
- Pierre Gérald
- Marianne Girard
- Henri Henriot
- Jean Hervé
- Armand Landy
- Louis Lions
- Jean Ludovic
- Jean Mauroy
- Micheline Méritz
- Jean-Paul Merzagora
- Diana Michel
- Alexandre Mihalesco
- Michel Moinot
- Jean Moncorbier
- Gilbert Moreau
- Michel Nastorg
- Janine Oliva
- Raymond Pellegrin
- Thérésa Renouard
- Suzanne Rissler
- Patrick Roussel
- Serge Saintourens
- Jean Servais
- Patrick Thiebault
- Roger Vincent
- Paul Violette